# Jogo de cartas colecionáveis

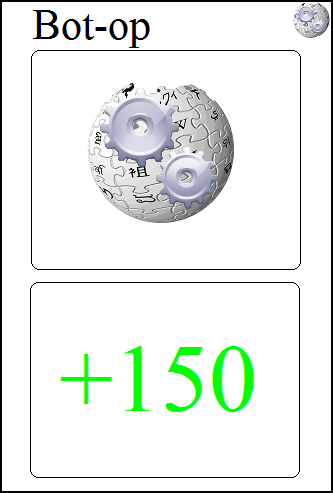
Exemplo de jogo de carta colecionável inspirado na Wikipédia

Um jogo de cartas colecionáveis - ou JCC (conhecido como "TCG" - trading card game - ou "CCG" - collectible card game) - são jogos de estratégia nos quais os participantes criam baralhos de jogo personalizados combinando estrategicamente suas cartas com os seus objetivos.

## História

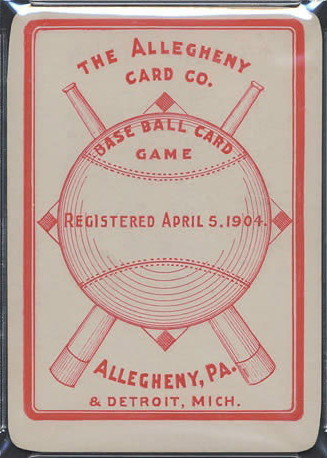
Jogo de cartas colecionáveis de beisebol de 1904.

O primeiro jogo a apresentar os conceitos de construção de baralho foi o The Base Ball Card Game, criado pela empresa americana The Allegheny Card Co. e registrado em 4 de abril de 1904.
A comercialização de figurinhas de jogadores de beisebol no mercado americano era comum desde o início do século XX. Com o passar das décadas outros temas foram incorporados pelos fabricantes: esportes, filmes, heróis de quadrinho, etc. Jogos como Strat-O-Matic, Nuclear War, BattleCards e Illuminati se assemelham e precedem os jogos de cartas colecionáveis. 

### Magic: The Gathering
Magic: The Gathering, criado por Richard Garfield e publicado pela Wizards of the Coast, foi o primeiro jogo a apresentar o conceito moderno de cartas colecionáveis.
Antes do advento do JCCs, o mercado de jogos alternativos foi dominado por role playing games (RPG), em especial Dungeons & Dragons da TSR, Inc. Wizards of the Coast (Wizards), uma empresa formada no porão de Peter Adkison em 1990, estava tentando entrar no mercado de RPG com a série The Order Primal que converteu personagens de outras séries de RPG. Depois de um processo movido pela Palladium Books, que poderia ter arruinado financeiramente a empresa, a Wizards adquiriu Talislanta, um outro RPG. Isso foi depois que Lisa Stevens entrou na empresa em 1991 como vice-presidente após ter deixado White Wolf, Inc., através de seu amigo em comum Mike Davis, Adkison conheceu Richard Garfield, que na época era um estudante de doutorado. Garfield e Mike Davis tiveram uma ideia para um jogo de tabuleiro chamado RoboRally e apresentaram para a Wizards of the Coast em 1991, mas a Wizards não tinha os recursos para fabricá-lo e pediu a Garfield para fazer um jogo que iria pagar a criação de RoboRally. Este jogo teria que exigir o mínimo de recursos para montar e apenas 15 a 20 minutos para jogar. Fã de Dungeons & Dragons, Garfield então resolveu pegar um antigo projeto seu, "Five Magics", um jogo de cartas inspirado na mecânica do jogo de tabuleiro Cosmic Encounter, os dois projetos resultaram em Magic: The Gathering.

### Outros jogos
Após o sucesso comercial de Magic: The Gathering foram lançados anualmente dezenas de jogos. A própria TSR lançou, em 1994, Spellfire: Master the Magic, um jogo que utilizava os cenários de Advanced Dungeons & Dragons.  Em 1997, a Wizards of the Coast adquiriu a TSR, dois anos depois, a Wizards foi adquirida pela Hasbro e, com o tempo, Spellfire foi descontinuado.

## Construção de um baralho

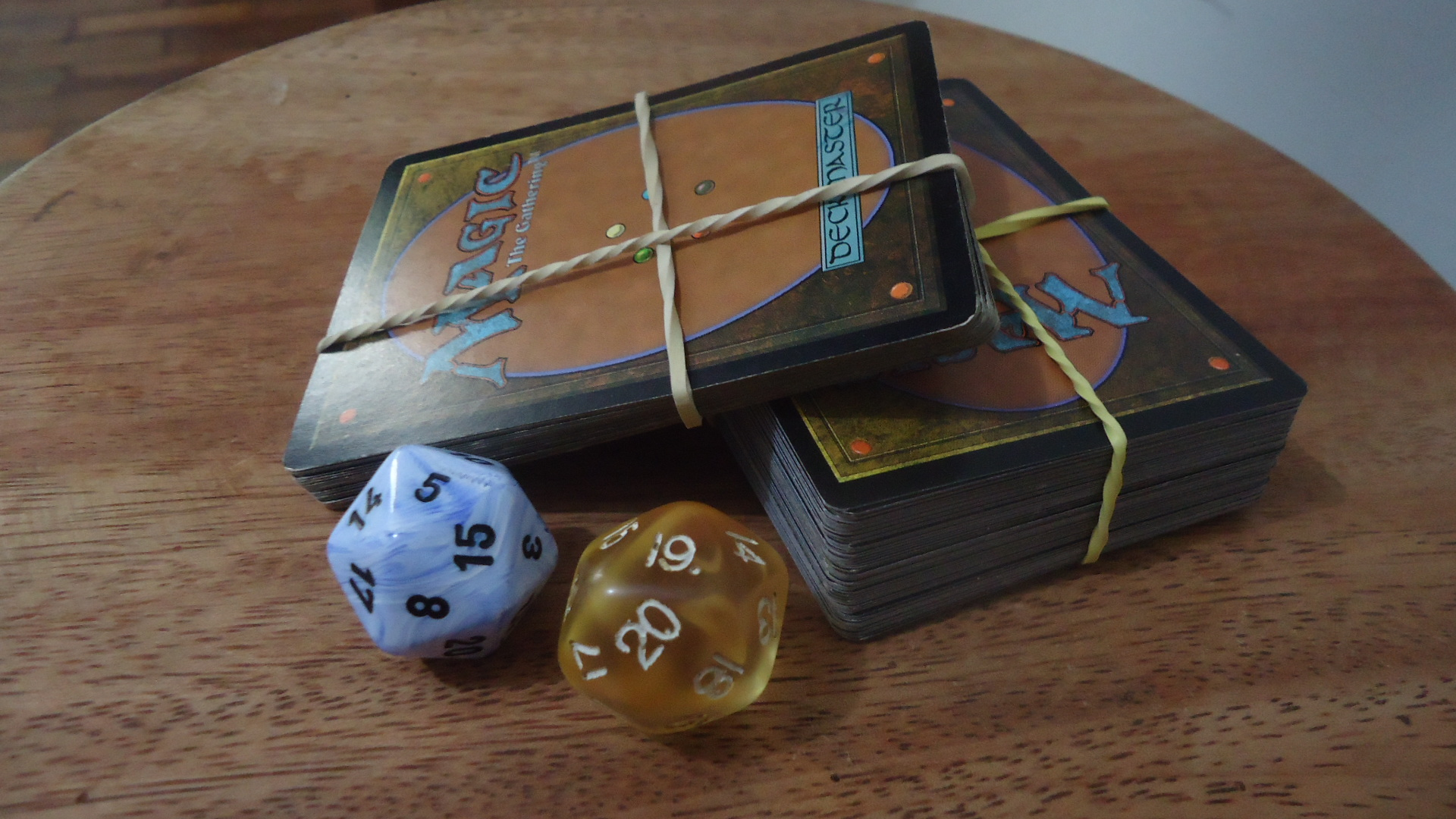
Exemplo de baralhos de Magic: The Gathering.

O modelo de venda das cartas também costuma seguir o padrão estabelecido pelo Magic. As cartas são comercializadas em baralhos e envelopes. Os primeiros costumam ter de 40 a 50 cartas e os segundos de cinco a 13 cartas.
Na maioria dos JCCs cada jogador edita um baralho de jogo contendo de 40 a 60 cartas. as cartas não são fixas e podem ser trocadas do baralho entre uma partida e outra, ou entre os próprios jogadores.
Nas partida os baralhos são embaralhados e cada jogador começa com uma mão inicial e vai comprando mais cartas no desenrolar da partida.

## Regras

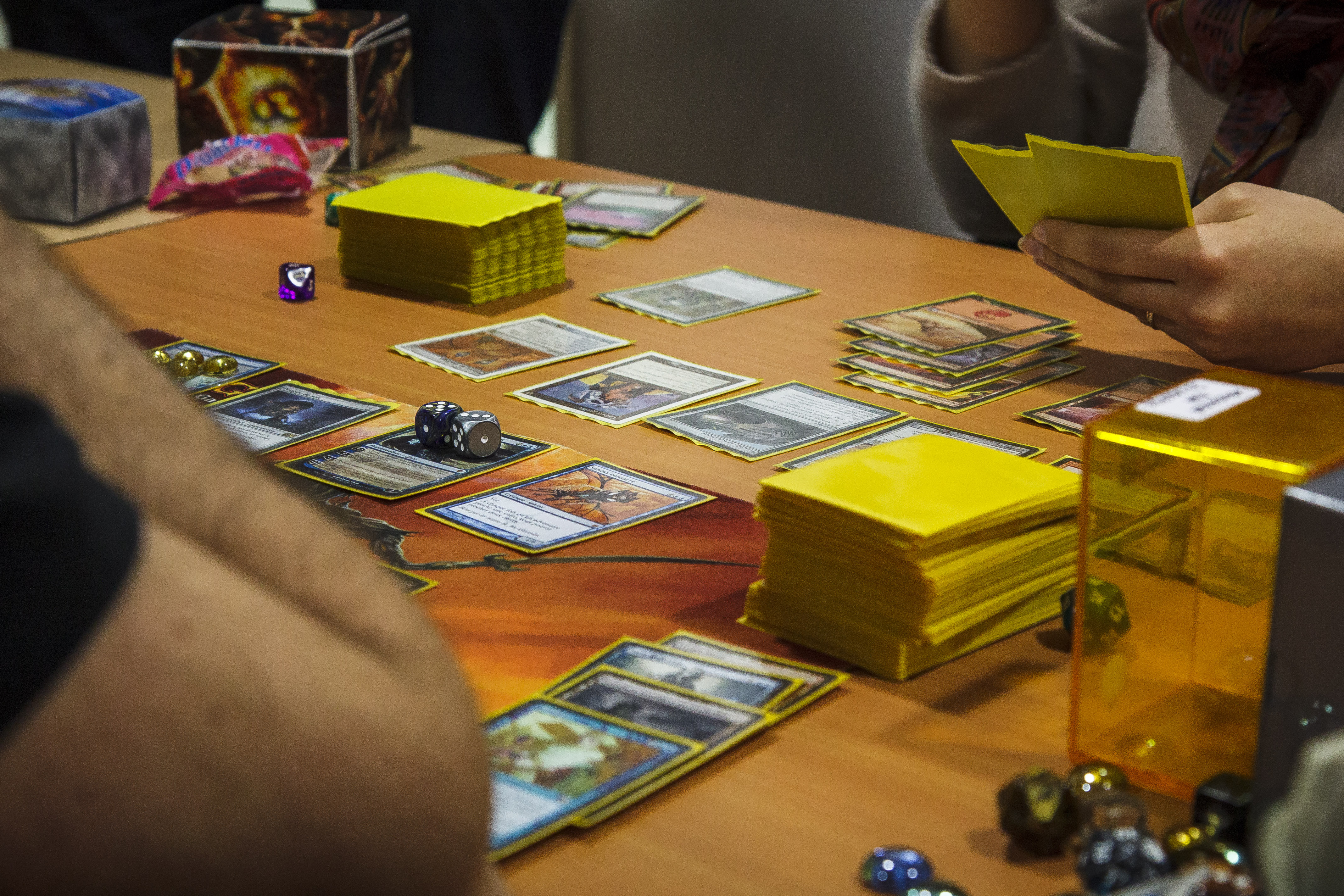
Jogadores em uma partida de jogo de cartas colecionáveis.

Cada JCC tem um conjunto de regras próprias, regras quais definem o objetivo dos jogadores, os tipos de cartas nele existentes e a forma como elas interagem.
Cada carta representa um elemento do jogo e tem uma caixa de texto que explica seu efeito durante a partida.
A estrutura de jogo mais comum é a desenvolvida pelo Magic. Nele cada carta do baralho representa uma magia. Cada jogador tem certa quantidade de pontos de vida e o objetivo é exaurir os pontos de vida do oponente para eliminá-lo.
Em Battletech, um jogo de temática futurista, o objetivo é descartar o baralho do adversário.
Em alguns jogos há cartas que alteram as regras iniciais ou que podem ganhar a partida se foram postas em jogo.
Durante a partida, algumas cartas são postas na mesa e representam elementos do jogo. Na maioria deles as cartas simbolizam criaturas sob o comando do jogador.
Um elemento recorrente a este tipo de jogo é a mecânica do "Gerenciamento de Recursos", que foi criada no Magic e também utilizada em diversos outros JCCs e jogos de tabuleiro. O princípio é que as cartas têm um custo para serem postas na mesa. Para pagá-lo há um tipo específico de carta que deve ser baixada antes e que paga este custo.
Outra característica em comum entre estes jogos são as estampas ilustrativas referentes ao tema do jogo.

## No Brasil
Os primeiros jogos lançados no país foram Magic: The Gathering pela Devir Livraria (1995) e Spellfire pela Abril Jovem (1996).
Em 2000, foi lançado Pokémon Trading Card Game, baseado na franquia de vídeo games, anime e mangá de mesmo nome. 3 anos depois foi lançado Yu-Gi-Oh!, um jogo baseado na franquia de anime e mangá de mesmo nome, criada por Kazuki Takahashi. Apesar das vendas de cartas originais, isso não impediu que surgissem cartas piratas. Em 2011, Pokémon passou a ser distribuído pela Copag. Em 2017, a 4ª Turma do Tribunal Regional Federal da 3ª Região passou a tratar jogos de cartas colecionáveis como livros, tornando-se isentos de PIS e COFINS. Em agosto de 2019, o juiz Tiago Bitencourt De David, da 13ª Vara Cível Federal de São Paulo negou imunidade tributária às cartas importadas de Magic The Gathering. Em julho de 2021, a ministra do Supremo Tribunal Federal, Carmem Lúcia, negou um pedido da Advocacia Geral da União, que pretendia cobrar impostos de Pokémon Trading Card Game.
Em fevereiro de 2024, a Wizards of the Coast anunciou que iria descontinua Dungeons and Dragon e Magic: The Gathering no país.